# Louise Rych
Louise Rych; auch Louise Divitis (erstmals 1435 in Freiburg erwähnt; † 1487 in Basel) war eine reiche Erbin und Dominikanernonne.

## Leben
Louise Rych war die Tochter des Peter Rych (auch Peter Divitis und Petermann Ritsch) († 1430), Junker und Ratsherr in Freiburg und dessen Ehefrau Margareta (auch Marguerite de Duens) (* vor 1428; † nach 1458), Tochter von Wilhelm von Düdingen (* vor 1360; † 1411).
Nach dem Tod ihres Vaters heiratete ihre Mutter Rudolf von Ringoltingen (auch Rudolf Zigerli) (1385–1456), Schultheiss in Bern und Vater von Heinrich und Thüring von Ringoltingen. Dieser beschloss, seinen Sohn Heinrich mit Louise Rych zu verehelichen. Dem widersprach der Freiburger Heinzmann Velga, Bruder des Bürgermeisters in Freiburg Wilhelm Velga († 1456), der sich auf ein früheres Verlöbnis berief. 
Inzwischen hatte sich der Streit auf die Gemeinden ausgeweitet, so dass Louise Rych 1445 beschloss, in das Dominikanerinnenkloster an den Steinen in Basel einzutreten. Daraufhin erwarb Rudolf von Ringoltingen für 1700 Gulden ihre Güter von den Klosterfrauen, obwohl der Cousin ihres Vaters, der Freiburg Ratsherr Rudolf von Wippingen, allerdings zu spät, bereit war, für die Güter 3000 Gulden zu zahlen. Dieser Privatstreit zwischen den Familien trug massgeblich zur Entstehung des Freiburgkrieges bei, der 1447 zwischen Bern (verbündet mit Savoyen) und Freiburg entstand.
Im Frieden von Murten 1448 wurden die Güter der Mutter Louise Rych zugesprochen. Louise Rych war die Letzte ihres Geschlechts. Sie starb 1487 im Kloster.